# Reverzna transkriptaza
U molekularnoj biologiji i biohemiji, reverzna transkriptaza (RNK zavisna DNK polimeraza) je DNK polimerazni enzim koji transkribuje jednolančanu RNK u jednolančanu DNK. Ona je isto tako DNK zavisna DNK polimeraza koja sintetiše drugi lanac DNK komplementaran sa reverzno transkribovanom jednolačanom cDNK nakon degradacije originalne iRNK. Ovaj enzim se naziva reverznim zato što normalna transkripcija obuhvata sintezu RNK iz DNK.
Dobro izučene reverzne transkriptaze su:
- HIV-1 reverzna transkriptaza iz HIV tipa 1 (: 1HMV)
- M-MLV reverzna transkriptaza iz virusa leukemije glodara
- AMV reverzna transkriptaza iz  alfaretrovirusa
- Telomerazna reverzna transkriptaza koja održava telomere eukariotskih hromozoma.

## Literatura
- Nicholas C. Price; Lewis Stevens (1999). Fundamentals of Enzymology: The Cell and Molecular Biology of Catalytic Proteins (Third изд.). USA: Oxford University Press. ISBN 019850229X.
- Eric J. Toone (2006). Advances in Enzymology and Related Areas of Molecular Biology, Protein Evolution (Volume 75 изд.). Wiley-Interscience. ISBN 0471205036.
- Branden C; Tooze J. Introduction to Protein Structure. New York, NY: Garland Publishing. ISBN 0-8153-2305-0.
- Irwin H. Segel. Enzyme Kinetics: Behavior and Analysis of Rapid Equilibrium and Steady-State Enzyme Systems (Book 44 изд.). Wiley Classics Library. ISBN 0471303097.

## Spoljašnje veze
- RNA+Transcriptase на 
- Animacija dejstva reverzne transkriptaze